# Sint-Antoniusbasiliek
De Sint-Antoniusbasiliek (Duits: Sankt-Antonius-Basilika) is een neoromaans kerkgebouw in Rheine. De kerk werd tussen 1899 en 1905 naar een ontwerp van de architect Johannes Franciscus Klomp (Den Haag, 7 februari 1865 - Kamp-Bornhofen, 14 februari 1946) gebouwd en aan de heilige Antonius van Padua gewijd. Het kerkgebouw is rechts van de Eems gelegen aan de Osnabrücker Straße en is sinds 2005 de parochiekerk van de katholieke Heilig-Kruisparochie te Rheine.

## Architectuur
De Antoniuskerk is een drieschepige basiliek met een westelijk en oostelijk dwarsschip, twee vieringtorens, vier flanktorens en twee koren. De architect liet zich voor een belangrijk deel oriënteren op de 11e-eeuwse Sint-Michaëlkerk in Hildesheim. De 102,5 meter hoge westelijke vieringtoren is de hoogste kerktoren van Münsterland.
Voor het westelijk koor bevindt zich een rijk geornamenteerde portaalhal, die veel gelijkenis vertoont met een middeleeuws kerkportaal waar recht werd gesproken.  
De bouw van de basiliek met haar kathedrale dimensies weerspiegelt de veranderingen die in het 19e-eeuwse Münsterland plaatsvonden. Er ontstonden in die periode in de landelijke regio grote industriële bedrijven en de oude stadsparochiekerk Sint Dionysius werd als gevolg van de daardoor toenemende bevolking te klein. Van de bouwmeester Dechant Bernhard Pietz is de uitspraak bekend: Hoch die Schornsteine – höher die Kirchtürme! (Hoog de schoorstenen, hoger de kerktorens).  

## Interieur
In de kerk gaat het westelijk koor op in het kerkschip. Bij de ingang bevindt zich de doopkapel met beschilderingen van scènes uit het leven van de kerkpatroon. Het achthoekige doopvont rust op acht kogelvormige voeten en acht rondbogen en is voorzien van reliëfs en een byzantijnse bronzen deksel. Het werd in 1920 gemaakt naar een ontwerp van de Duitse architect Josef Franke.
In het oostelijk koor, dat door een kooromgang wordt omgeven, staat het vergulde hoogaltaarretabel met een schilderij van de Gekruisigde en vier Bijbelse scènes. Het interieur is voornamelijk in witte kleuren gehouden, met uitzondering van de afwisselend rood en grijs gekleurde bogen.

## Orgel
Het orgel van de basiliek bevindt zich op de westelijke galerij en werd in 1984 door de orgelbouwer G. Christian Lobback & Co (Neuendeich bij Hamburg) gebouwd. Het instrument vervoegt over 54 registers en sleepwindladen. De speeltractuur is mechanisch, de registertractuur elektrisch. 